# Peter Luczak
Pour les articles homonymes, voir Luczak.
Peter Luczak, né le 31 août 1979 à Varsovie, est un joueur de tennis australien, professionnel de 2000 à 2012. Il a la particularité de tendre son cordage à 14 kg seulement.
En dehors du circuit professionnel, il a notamment remporté la médaille d'or des Jeux du Commonwealth en 2010 en double.

## Palmarès

### Finales en double
| No | Date       | Nom et lieu du tournoi   | Catégorie   | Dotation  | Surface      | Vainqueurs                        | Partenaire      | Score             |          |
| -- | ---------- | ------------------------ | ----------- | --------- | ------------ | --------------------------------- | --------------- | ----------------- | -------- |
| 1  | 18-02-2008 | Copa Telmex Buenos Aires | Int' Series | 441 000 $ | Terre (ext.) | Agustín Calleri Luis Horna        | Werner Eschauer | 6-0, 66-7, [10-2] | Parcours |
| 2  | 15-02-2010 | Copa Telmex Buenos Aires | ATP 250     | 475 300 $ | Terre (ext.) | Sebastián Prieto Horacio Zeballos | Simon Greul     | 7-64, 6-3         | Parcours |

## Parcours enGrand Chelem

### En simple
| Année | Open d'Australie | Open d'Australie | Roland-Garros | Roland-Garros  | Wimbledon | Wimbledon      | US Open  | US Open           |
| ----- | ---------------- | ---------------- | ------------- | -------------- | --------- | -------------- | -------- | ----------------- |
| 2003  | 3e tour          | Mario Ančić      | -             | -              | -         | -              | -        | -                 |
| 2004  | 1er tour         | Fabrice Santoro  | -             | -              | -         | -              | -        | -                 |
| 2005  | 1er tour         | Thomas Johansson | 1er tour      | Tommy Robredo  | -         | -              | 1er tour | Tommy Haas        |
| 2006  | 3e tour          | Tommy Haas       | -             | -              | -         | -              | -        | -                 |
| 2007  | 1er tour         | Alex Kuznetsov   | 1er tour      | Jonas Björkman | -         | -              | 1er tour | Luis Horna        |
| 2008  | 2e tour          | David Nalbandian | 1er tour      | Jürgen Melzer  | -         | -              | -        | -                 |
| 2009  | -                | -                | -             | -              | -         | -              | 1er tour | Viktor Troicki    |
| 2010  | 1er tour         | Rafael Nadal     | 1er tour      | Roger Federer  | 2e tour   | Arnaud Clément | 1er tour | Serhiy Stakhovsky |
| 2011  | 1er tour         | Ivan Ljubičić    |               |                |           |                |          |                   |

### En double
| Année | Open d'Australie        | Open d'Australie                    | Roland-Garros | Roland-Garros | Wimbledon                      | Wimbledon                 | US Open                  | US Open                    |
| ----- | ----------------------- | ----------------------------------- | ------------- | ------------- | ------------------------------ | ------------------------- | ------------------------ | -------------------------- |
| 2002  | 1er tour David Hodge    | Wayne Arthurs Michael Hill          | -             | -             | -                              | -                         | 2e tour David Macpherson | Mahesh Bhupathi Max Mirnyi |
| 2003  | 1er tour Jaymon Crabb   | Simon Aspelin John-Laffnie de Jager | -             | -             | 2e tour Scott Draper           | Joshua Eagle Jared Palmer | -                        | -                          |
| 2004  | -                       | -                                   | -             | -             | -                              | -                         | -                        | -                          |
| 2005  | 2e tour Stephen Huss    | Jonas Björkman Max Mirnyi           | -             | -             | -                              | -                         | -                        | -                          |
| 2006  | 1er tour Shannon Nettle | Martin Damm Leander Paes            | -             | -             | -                              | -                         | -                        | -                          |
| 2007  | 1er tour Wayne Arthurs  | Amer Delić Mardy Fish               | -             | -             | -                              | -                         | -                        | -                          |
| 2011  | 1er tour Matthew Ebden  | Samuel Groth Greg Jones             | -             | -             | 1er tour (1/32) Lleyton Hewitt | M. Bachinger Frank Moser  |                          |                            |
| 2012  | 2e tour Lleyton Hewitt  | Bob Bryan Mike Bryan                |               |               |                                |                           |                          |                            |

Sous le résultat, la partenaire ; à droite, l'ultime équipe adverse